# Auguste Borms
Auguste Borms né à Saint-Nicolas le 14 avril 1878 et fusillé à Etterbeek le 12 avril 1946, est un enseignant et fonctionnaire belge, militant nationaliste flamand et figure controversée du mouvement flamand.

## Militant flamingant
En 1901, Borms reçut son diplôme de licencié en philologie germanique après avoir suivi les cours de Lodewijk Scharpé et commença une carrière dans l'enseignement secondaire.
En 1903, il partit pour quelques années au Pérou comme membre d'une commission belge chargée d'étudier des réformes et des améliorations du système d'enseignement. Au Pérou, il aurait été choqué du mépris dans lequel était maintenue la langue amérindienne.
De retour en Belgique, il commença à militer pour la langue flamande et il se mobilisa pour la néerlandisation de l'université de Gand. Ne se limitant pas à la Belgique, il se mit à importer le mouvement flamand en France, où il organisait des manifestations de propagande en 1912.
Lors de l'occupation de la Belgique pendant la Première Guerre mondiale, il continua son activisme et devint, en 1917, membre du Conseil de Flandre, dont il avait participé à la création, qui collabora avec les Allemands et qui proclama le 22 décembre 1917 l'autonomie de la Flandre.

## Son premier jugement

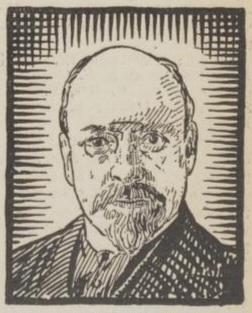
August Borms

Le 6 septembre 1919, il fut condamné à mort par la Cour d'assises de Bruxelles. Sa peine fut commuée en détention à vie à la suite de l'opposition de Paul-Émile Janson, ministre de la Justice, au projet du leader flamand Émile van Dievoet (futur baron), suivi par la majorité de la commission qu'il dirigeait, d'éteindre la peine pour tous les condamnés, y compris Borms.

## Son élection
En décembre 1928, il se présenta à une élection partielle à Anvers pour remplacer le député libéral Richard Krekelinger. Il y fut élu par quatre-vingt mille voix de préférence, soit 2/3 des votes. Son élection était surtout symbolique pour les nationalistes car, étant en prison lors de l'élection, il était déchu de ses droits politiques. Son élection est donc invalidée, mais il n'en deviendra pas moins un symbole du combat pour l'amnistie. Un véritable culte se développa alors autour de sa personne. Il fut libéré de prison le 17 janvier 1929.

## Collaboration durant la seconde guerre mondiale
Lors de la Seconde Guerre mondiale, il se mêla de nouveau au milieu des collaborateurs.
Un témoin privilégié de ces événements Paul Struye (1896-1974), avocat, journaliste, homme politique belge et futur président du Sénat, note dans son journal de guerre dès le 7 septembre 1940 : « Radio-Bruxelles annonce sous le titre Eerherstel que le pouvoir occupant, désireux de rendre justice aux activistes de 1914-1918 qui avaient travaillé loyalement (sic) avec l'Allemagne, a constitué une commission présidée… par Borms, avec un assesseur désigné par lui et un autre représentant le gouvernement belge (!). Cette commission aura qualité pour rendre aux condamnés leurs titres et honneurs, leur allouer des indemnités aux frais de l'État belge. Difficile d'imaginer quelque chose de plus odieux. »
Borms a reçu un million de l'État. Après avoir sévi durant l'occupation contre ses anciens accusateurs de 1914-1918, il dut s'enfuir à Berlin en 1944.
Particulièrement intéressant dans le contexte des séquelles de son implication dans la collaboration est que Louis Davids, le redacteur en chef de la revue juive Belgisch Israëlitisch Weekblad, écrit dans son autobiographie, que Borms aurait aidé une famille juive pendant la guerre.

## Son nouveau jugement
Découvert dans un hôpital, il fut transféré en Belgique et, en 1946, deux jours avant son 68e anniversaire, malgré les demandes qu'il renie le nazisme, il refusa et fut fusillé dans la caserne de gendarmerie d'Etterbeek. En 1947, Willem Elsschot, poète et écrivain flamand, dénonce cette mise à mort dans un poème intitulé Borms.